# Micrurus nattereri
Micrurus nattereri (кораловий аспід Наттерера) — вид отруйних змій родини аспідових (Elapidae). Мешкає в Південній Америці. Вид названий на честь австрійського зоолога Йоганна Наттерера.

## Поширення і екологія
Коралові аспіди Наттерера мешкають у верхів'ях Ориноко і Ріу-Негру на сході Колумбії, півдні Венесуели та північному заході Бразилії. Вони живуть у вологих тропічних лісах, поблизу водойм, на висоті від 100 до 200 м над рівнем моря. Ведуть найбільш водний спосіб життя серед усіх коралових аспідів; можливо, ці змії виповзають на суходіл лише щоб відкласти яйця. Живляться рибою, переважно прісноводними вугрями.